# Dona fatal

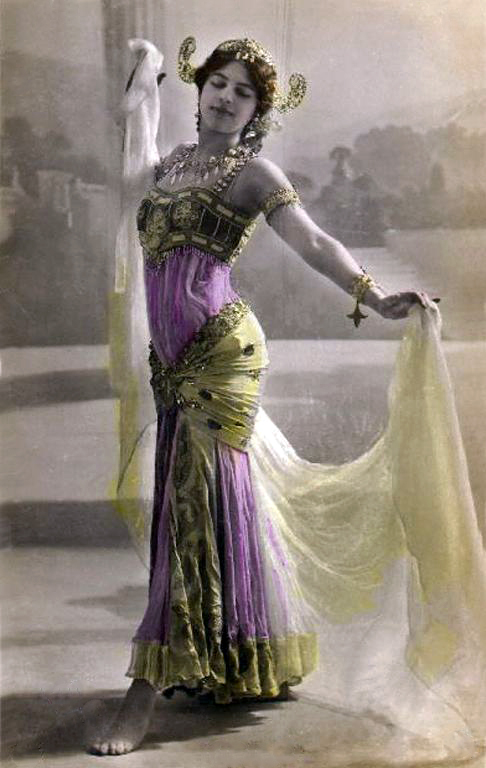
Mata Hari, ballarina exòtica i espia convicta el nom de la qual va arribar a ser sinònim de dona fatal durant la Primera Guerra Mundial.

Una dona fatal (provinent de l'expressió francesa femme fatale) és un arquetip, normalment una malvada que usa el poder maligne de la sexualitat per a atrapar el desventurat heroi. Sol representar-se com a sexualment insadollable. Tot i que sol ser malvada, també hi ha dones fatals que en algunes històries fan d'antiheroïnes i fins i tot d'heroïnes. En l'actualitat l'arquetip sol ser vist com un personatge que constantment creua la línia entre la bondat i la maldat, actuant sense escrúpols sigui quina sigui la seva lleialtat.

## Història
Les dones fatals han existit, en una o altra forma, en la mitologia i el folklore en pràcticament totes les cultures. Exemples mítics o llegendaris antics inclouen Inanna, Lilith, Circe, Medea, Clitemnestra i Lesbia. Exemples històrics de l'època clàssica inclouen Cleòpatra i Messalina, així com les figures bíbliques Dalila, Jezabel i Salomé. Un exemple de la literatura xinesa i la història tradicional és Daji.
La dona fatal va ser una figura comuna a l'edat mitjana europea, que sovint representava els perills de la sexualitat femenina desenfrenada. La figura bíblica heretada premedieval d'Eva n'ofereix un exemple, igual que la malvada i seductora encantadora tipificada a Morgana. La reina de la nit a La flauta màgica de Mozart mostra la seva presència més silenciada durant la Il·lustració.
La dona fatal va florir en el període Romàntic a les obres de John Keats, en particular als poemes «La Belle Dame sans Merci» i «Lamia». Juntament amb ells, va sorgir la novel·la gòtica El monjo amb Matilda, una dona fatal molt poderosa. Això la va portar a aparèixer a l'obra d'Edgar Allan Poe, i com a vampir, sobretot a Carmilla i com les núvies de Dràcula. The Monk va ser molt admirat pel marquès de Sade, per a qui la dona fatal simbolitzava no el mal, sinó totes les millors qualitats de les dones; la seva novel·la Juliette és potser la més antiga en què triomfa la dona fatal. Els pintors prerafaelites utilitzaven amb freqüència les personificacions clàssiques de la dona fatal com a tema.

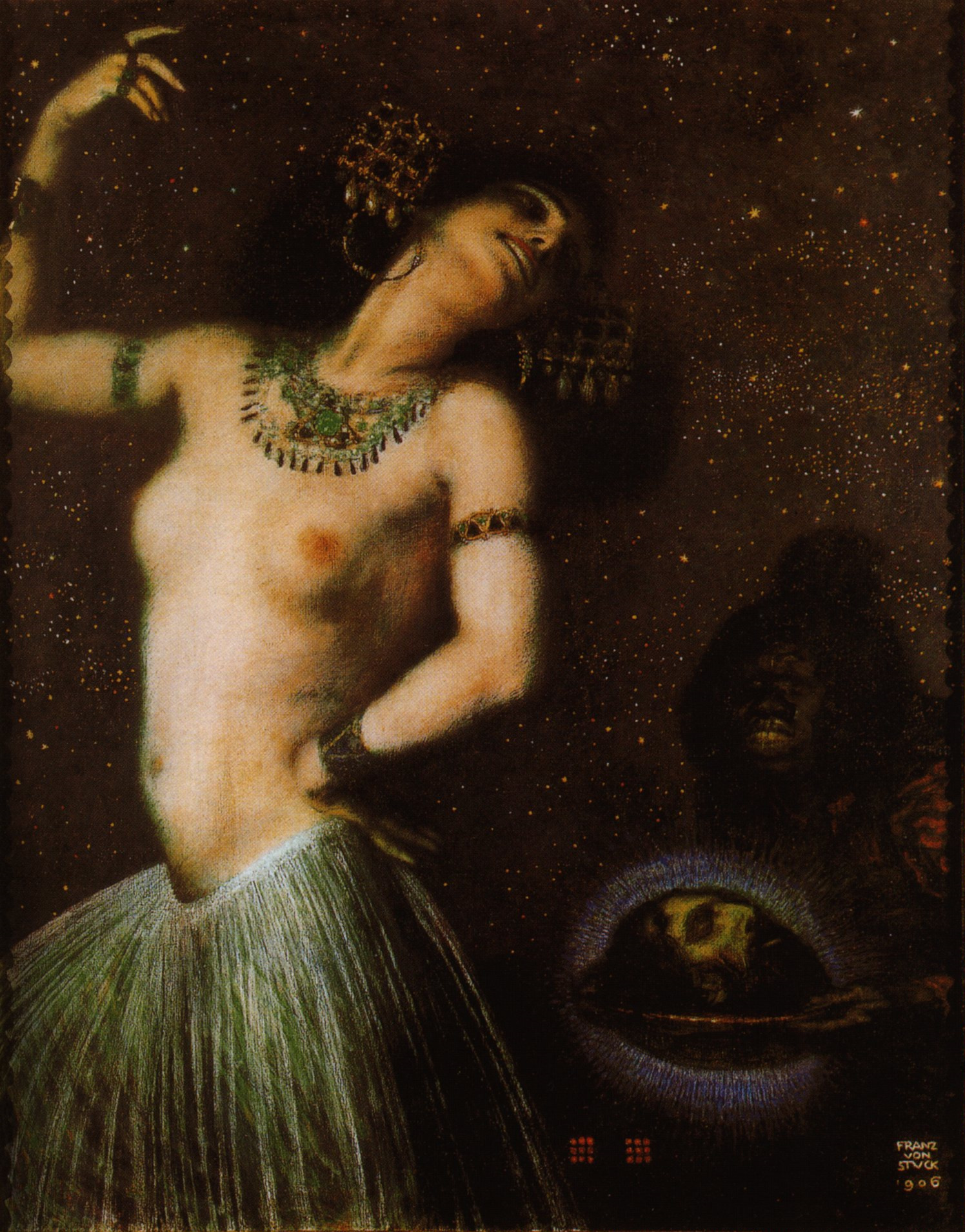
Salomé en una pintura de 1906 per Franz von Stuck

La dona fatal es va fer omnipresent en la cultura occidental a la fi del segle xix i principis del segle xx i hi apareix, entre d'altres, en les pintures d'Edvard Munch, Gustav Klimt, Franz von Stuck i Gustave Moreau.
El 1891, Oscar Wilde, a la seva obra de teatre Salomé: ella manipula el seu oncle boig de luxúries, el rei Herodes, amb la seva seductora dansa dels set vels (invent de Wilde) per acceptar la seva imperiosa demanda: «porta'm el cap de Joan Baptista». Més endavant, Salomé va ser el tema d'una òpera de Strauss, i es va popularitzar a l'escenari, la pantalla i les cabines de peep-show en innombrables encarnacions.
També és vista com una figura destacada a l'òpera de finals del segle xix i xx, que apareix a Parsifal de Richard Wagner, Carmen de Georges Bizet, Samson et Dalila de Camille Saint-Saëns i Lulu d'Alban Berg (basada en les obres de teatre Erdgeist i Die Büchse der Pandora de Frank Wedekind). En l'òpera i el teatre musical, la dona fatal sol ser interpretada per una mezzosoprano dramàtica i sovint representa el contrast o bé és l'enemiga de la ingènua o la donzella en perill, habitualment una soprano.
S'ha considerat aquesta popularització com una reacció als moviments feministes i al canvi del rol de la dona associat. Amb la introducció del cinema negre en els anys 1940, la dona fatal va començar a florir en la cultura pop. N'hi ha exemples als thrillers d'espionatge i a alguns còmics d'aventures, com ara The Spirit de Will Eisner, o Terry and the Pirates de Milton Caniff.
Al món anglosaxó, la dona fatal és amb freqüència d'origen estranger. Hom la sol retratar sovint com una mena de vampir sexual, els foscos apetits del qual es creia que eren capaços d'arrabassar la virilitat i la independència dels seus amants, convertint-los en una màscara buida d'ells mateixos. Només fugint dels seus braços, l'heroi podia tenir salvació. En aquest sentit, en l'antic argot estatunidenc se solia anomenar vamps a les dones fatals, un terme associat a les modes dels anys 1920. El terme vamp era una apòcope de vampire, (vampir), perquè aquests personatges extreien la vida de les seves víctimes no necessàriament bevent la seva sang sinó mitjançant l'explotació sexual i econòmica. Un retrat clàssic de dona fatal va ser el personatge de Justine en El quartet d'Alexandria de Lawrence Durrell.
Alguns argumenten que aquest personatge té la seua contrapartida masculina. Alguns exemples podrien ser el Heathcliff de Cims borrascosos o molts dels herois dels llibres de Lord Byron.
Les ninges femenines, anomenades Kunoichi, representades en innombrables ocasions, són famoses i llegendàries per ser entrenades amb mètodes propis de les dones fatals, usant la seua sexualitat amb la mateixa fluïdesa que les seues mortíferes habilitats per a assassinar.